# Syntrofia
Syntrofia (ang. syntrophy) - proces, w którym dwa lub więcej mikroorganizmów różnych gatunków ściśle ze sobą współpracują w procesie katabolizmu beztlenowego, by rozłożyć na mniejsze cząstki substancje, które nie mogłyby być rozłożone przez jeden mikroorganizm. 
Proces ten wymaga interakcji między bakteriami fermentacyjnymi i archeowcami metanogennymi, by pokonać barierę termodynamiczną w pierwszym etapie rozpadu substancji (np.: kwasy tłuszczowe, alkohole i substancje aromatyczne), która prowadzi do produkcji metanu. Jest to jeden z kilku przykładów syntrofii w środowisku.